# Peter von Colomb

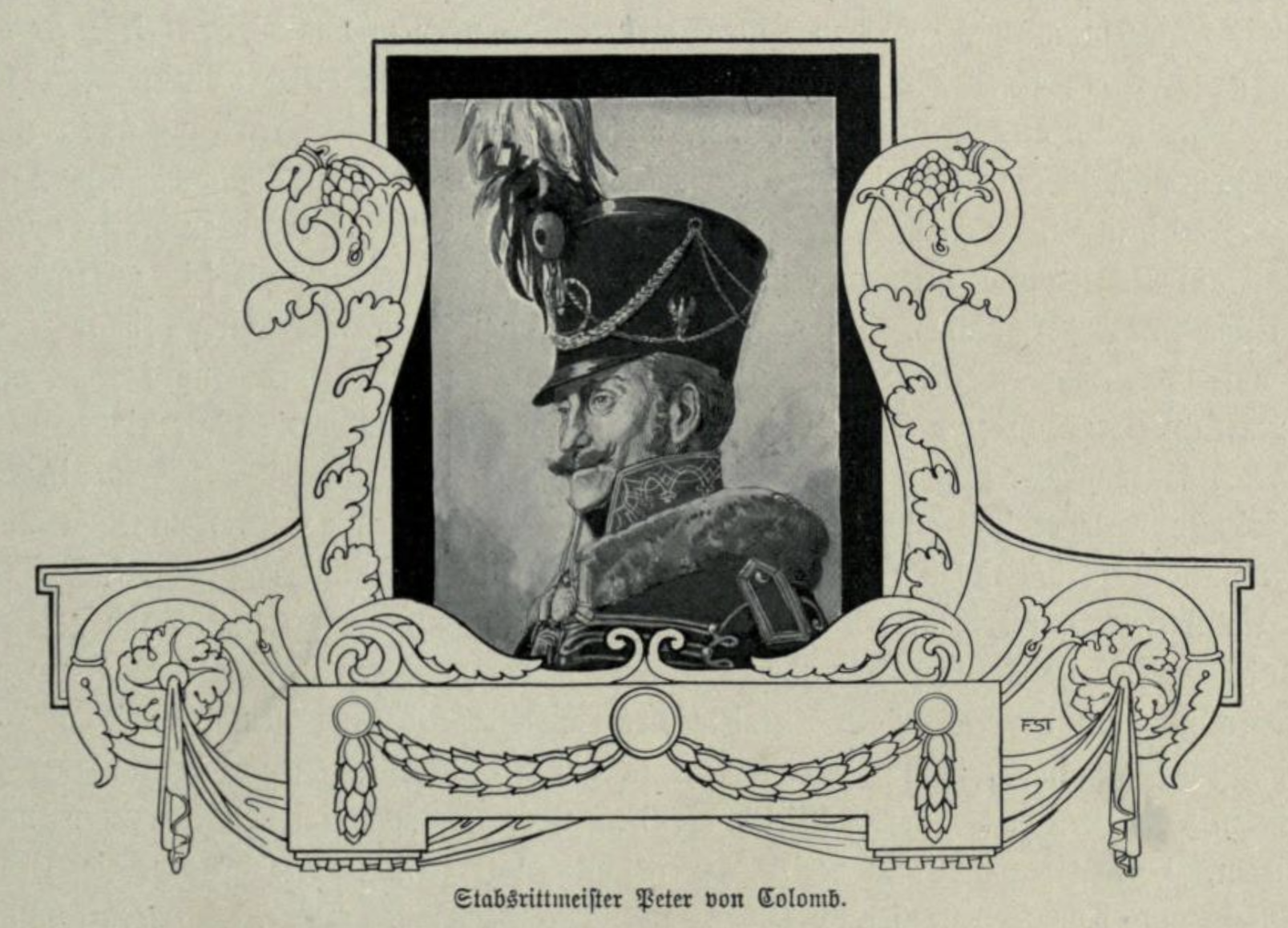
Franz Stassen: Peter von Colomb

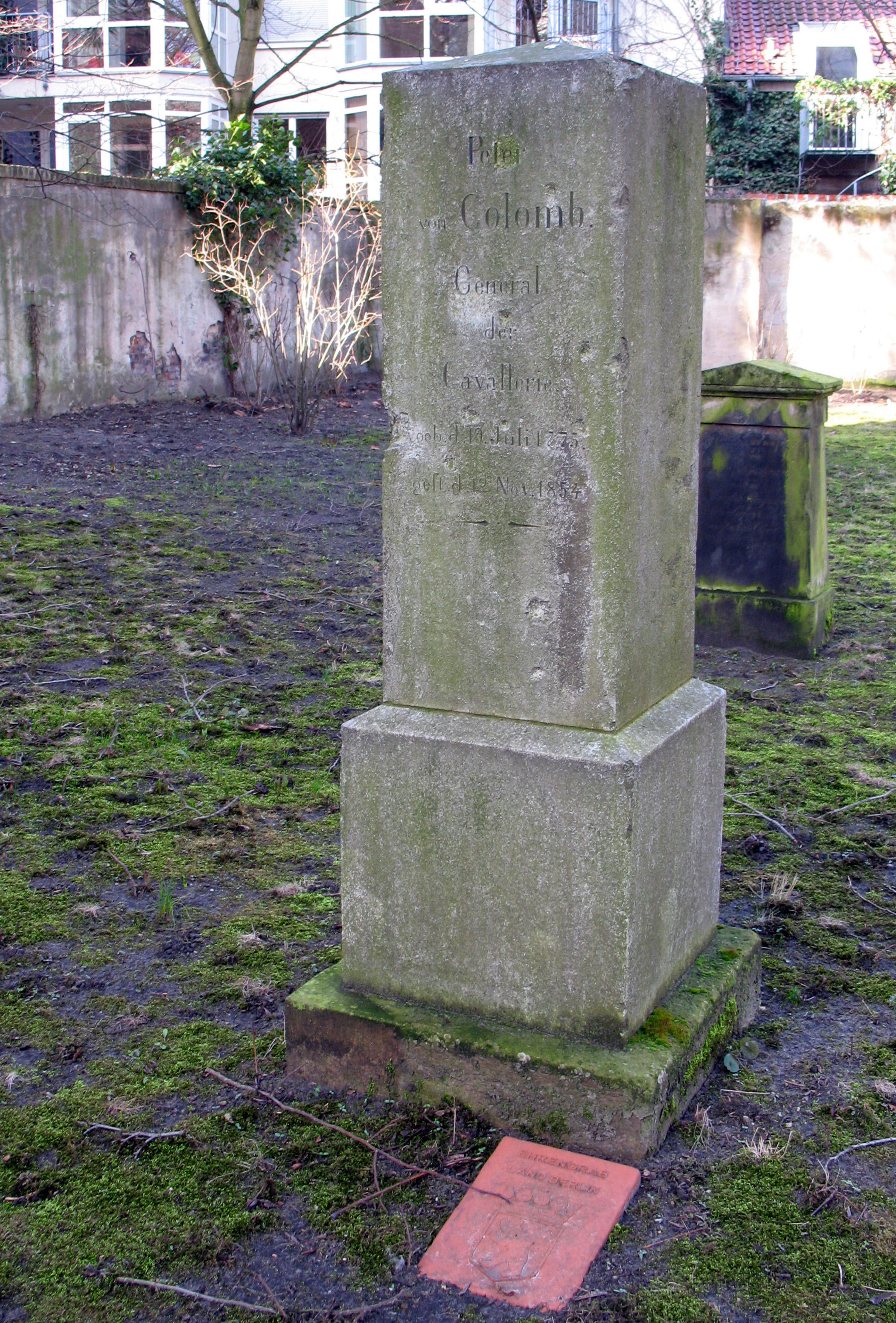
Peter von Colombs Grabstein auf den Alten Berliner Garnisonfriedhof

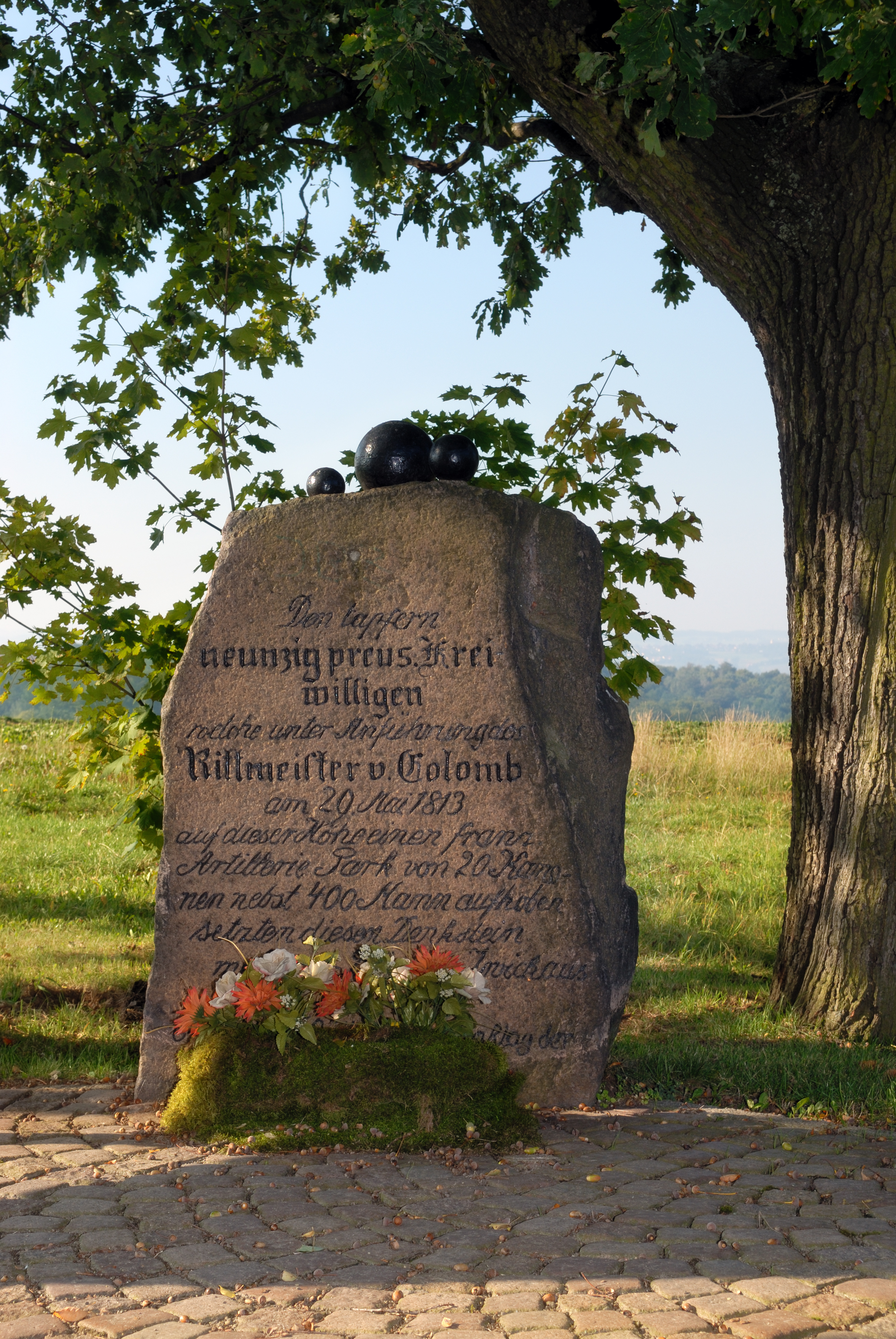
Der Colombstein bei Zwickau erinnert an einen erfolgreichen Streifzug gegen die Franzosen

Friedrich August Peter Colomb, seit 1786 von Colomb, (* 19. Juni 1775 in Aurich; † 12. November 1854 in Königsberg) war ein preußischer General der Kavallerie.

## Leben

### Herkunft
Er war der Sohn von Peter Colomb (1719–1797) und dessen Ehefrau, einer geborenen Bacmeister. Sein Vater war preußischer Geheimer Oberfinanzrat, Kriegs- und Domänenrat sowie Kammerpräsidenten von Aurich. Für seine Verdienste war er am 2. Oktober 1786 in den erblichen preußischen Adelsstand erhoben worden. Sein Bruder Ludwig Christoph von Colomb (1767–1831) war preußischer Präsident in Breslau; seine Schwester Amalie (1772–1850) war ab 1795 mit dem späteren preußischen Generalfeldmarschall Gebhard Leberecht von Blücher verheiratet.

### Militärkarriere
Colomb besuchte das Gymnasium in seiner Heimatstadt und trat am 10. April 1792 in Berlin in das Husarenregiment „von Eben“ als Junker ein. Mit diesem Verband nahm er bis 1794 am Ersten Koalitionskrieg gegen das revolutionäre Frankreich teil. Er kämpfte bei Alsheim, wurde am 16. April 1793 Kornett und avancierte bis Februar 1797 zum Sekondeleutnant im Leibhusarenregiment „von Rudorff“. Unter seinem Schwager Blücher nahm Colomb 1806 an dem Krieg in Thüringen und der Verteidigung von Lübeck teil und wurde 1811 Rittmeister. Als solcher führte er in den Feldzügen von 1813 und 1814 im Rücken der französischen Armee glänzende Streifzüge durch.
So nahm er am 29. Mai 1813 bei Zwickau mit 82 Mann einen ganzen französischen Artilleriepark weg, dessen Begleitung aus sechs Offizieren, 116 Mann Reiterei, 80 Mann Infanterie und mehreren Hunderten bewaffneter Trosssoldaten bestand. Er nahm von 1792 bis 1815 an allen Hauptschlachten der Preußen sowie an über 30 kleineren Gefechten teil.
1815 wurde er Kommandeur des 8. Husaren-Regiments und in dieser Eigenschaft im Oktober 1818 zum Oberstleutnant sowie am 19. September 1818 zum Oberst befördert. Am 20. Oktober 1823 wurde Colomb in das 1. Departement im Kriegsministerium berufen. Mit seiner Beförderung zum Generalmajor folgte am 30. März 1829 die Ernennung zum Kommandeur der 12. Kavallerie-Brigade in Neiße ernannt. Am 30. März 1838 wurde Colomb Kommandeur der 15. Division und 1. Kommandant von Köln. Von diesem Verhältnis wurde er am 21. März 1839 entbunden und einige Tage später zum Generalleutnant befördert. Am 1. Dezember 1841 gab er dann die Division ab und wurde Kommandant von Berlin und Chef der Landgendarmerie. Für seine Verdienste erhielt er am 10. April 1842 den Roten Adlerorden I. Klasse in Brillanten sowie am 26. März 1843 den Russischen Orden der Heiligen Anna I. Klasse mit Brillanten. Vom 21. September 1843 bis zum 9. Juni 1848 fungierte Colomb als Kommandierender General des V. Armee-Korps in Posen. Anschließend wurde er zum Gouverneur von Königsberg ernannt.
Bei den Unruhen in der Provinz Posen 1846 schritt er energisch ein. Beim Ausbruch der Revolution in derselben Provinz 1848 befürwortete er ein hartes Vorgehen. Demgegenüber setzte der Zivilkommissar der Provinz, General Karl Wilhelm von Willisen, auf eine Verhandlungslösung. Am 7. Juli 1849 erhielt er den Charakter als General der Kavallerie und wurde mit Pension zur Disposition gestellt.
Bis zu seinem Tod lebte er in Königsberg. Sein Grab befindet sich auf dem Alten Garnisonfriedhof in Berlin-Mitte. Sein Grab war bis 2017 als Ehrengrab der Stadt Berlin gewidmet.

### Familie
Colomb heiratete am 14. August 1808 in Berlin Wilhelmine Luise Stosch (1784–1822), Tochter des Geheimen Rats und Königlich Preußischen Leibarztes Dr. med. Carl Wilhelm Stosch. Das Paar hatte folgende Kinder:
- Peter August Moritz (1810–1833), Auskultator
- Enno (1812–1886), preußischer Generalleutnant ⚭ Klara Luise Georgine von Binzer (* 1823)
- Gebhard (1815–1891), preußischer Generalleutnant
- Karl Adolf (1817–1825)

Nach dem Tod seiner ersten Frau heiratete er am 21. Juni 1824 in Berlin deren Schwester Marie Henriette Stosch (1791–1857), mit der Colomb folgende Kinder hatte:
- Karl Wilhelm (1825–1905), preußischer Landgerichtsrat ⚭ Adelheid von Gustedt (* 1839)
- Mathilde (1827–1912) ⚭ 19. August 1861 Julius Muhr (1819–1865), Maler
- Karl (1831–1911), preußischer Generalleutnant ⚭ Marie von Hymmen (1838–1918)

## Werke
- Aus dem Tagebuch des Rittmeisters von Colomb. Berlin 1854. Digitalisat